# Huỳnh Quốc Cường
Huỳnh Quốc Cường (sinh 19 tháng 3 năm 1972) tại thị xã Sa Đéc, tỉnh Sa Đéc (nay là thành phố Sa Đéc, tỉnh Đồng Tháp), là cầu thủ bóng đá đã giải nghệ, chơi tại vị trí tiền đạo .Anh cùng với Trịnh Tấn Thành đã tạo thành cặp tiền đạo lợi hại của bóng đá Đồng Tháp trong thời kỳ hoàng kim 1994-2000. Anh từng là một trong những tiền đạo chủ chốt của câu lạc bộ Đồng Tháp và đội tuyển Việt Nam. Do chấn thương đầu gối nghiêm trọng trong mùa bóng 1997, anh đã phải sớm phải giã từ sự nghiệp bóng đá .

## Thống kê sự nghiệp Quốc tế
| Năm       | Số lần ra sân | Số bàn thắng |
| --------- | ------------- | ------------ |
| 1995      | 2             | 2            |
| 1996      | 1             | 1            |
| Tổng cộng | 3             | 3            |

## Bàn thắng
| # | Lần ra sân | Ngày                | Địa điểm                                  | Đối thủ   | Tỷ số | Kết quả | Giải đấu                             |
| - | ---------- | ------------------- | ----------------------------------------- | --------- | ----- | ------- | ------------------------------------ |
| 1 | 1          | 4 tháng 12 năm 1995 | Thái Lan                                  | Malaysia  | 1–0   | 2–0     | Đại hội Thể thao Đông Nam Á 1995     |
| 2 | 2          | 8 tháng 12 năm 1995 | Thái Lan                                  | Campuchia | 4–0   | 4–0     | Đại hội Thể thao Đông Nam Á 1995     |
| 3 | 3          | 15 tháng 9 năm 1996 | Sân vận động Quốc gia, Kallang, Singapore | Indonesia | 1–0   | 3–2     | Giải vô địch bóng đá Đông Nam Á 1996 |

## Thành tích
- V league: Vô địch: 1996
- Cúp Tiger
  - Hạng ba: 1996
- SEA Games
  - Hạng nhì: SEA Games 1995